# Catherine Steadman
Catherine Steadman (Oxford, ...) è un'attrice britannica, conosciuta per aver interpretato il ruolo di Joan Bulmer, migliore amica e traditrice di Catherine Howard, nella quarta ed ultima stagione della serie televisiva britannica, originariamente trasmessa dal canale Showtimes, I Tudors.

## Carriera
L'attrice ha debuttato sul piccolo schermo nel 2007, interpretando il ruolo di Julia Bertram nella fiction della Company Pictures Mansfield Park. Nell'aprile dello stesso anno ha ottenuto il ruolo di Izzy nella produzione teatrale originale di Polly Stenham That Face, messa in scena al Royal Court Theatre, ruolo grazie al quale ha ricevuto commenti positivi dalla critica. Ha ripreso successivamente il ruolo di Izzy, quando lo spettacolo si è spostato al West End di Londra. Il cast della produzione è stato nominato ai Laurence Olivier Awards del 2008 nella categoria "Outstanding Achievement or Performance in an Affiliate Theatre".
Nel 2009 ha ottenuto il ruolo di Daisy, ex-babysitter e oggetto d'attrazione di Will McKenzie, nella seconda stagione della serie televisiva del canale E4 The Inbetweeners. Ha anche fatto della apparizioni cinematografiche, nel ruolo di Miss Barnes nel lungometraggio Princess Kaiulani ed in quello di Elodie nel film del 2009 Dust.
Nel 2010, ha recitato insieme a Jacqueline Bisset nel film televisivo della Hallmark An Old Fashioned Christmas. Le sue ultime produzioni cinematografiche includono Salmon Fishing in the Yemen ed Outpost: Black Sun, entrambi in post-produzione e programmati per uscire nelle sale nel 2011.
Catherine Steadman ha studiato alla Oxford School of Drama.

## Filmografia

### Cinema
- The Admirer (2007)
- The Portrait (2008)
- Princess Kaiulani (2009)
- Dust (2009)
- The story of F*** (2010)
- Hippie Hippie Shake (2010)
- Il pescatore di sogni (Salmon Fishing in the Yemen), regia di Lasse Hallström (2011)
- Outpost: Black Sun (2011)
- Questione di tempo (About Time), regia di Richard Curtis (2013)

### Televisione
- The Bill - serie TV, 1 episodio (2006)
- Mansfield Park - Film TV (2007)
- Holby City - serie TV, 3 episodi (2008)
- The Inbetweeners - serie TV, 1 episodio (2009)
- Doctors - soap opera, 4 episodi (2007-2009)
- Missing - serie TV, 1 episodio (2010)
- I Tudors (The Tudors) - serie TV, 5 episodi (2010)
- Law & Order: UK - serie TV, 1 episodio (2010)
- An Old Fashioned Christmas - film TV (2010)